# Крылов, Николай Игнатьевич
Никола́й Игна́тьевич Крыло́в (1873 — после 1925) — член III Государственной думы от Тульской губернии, служащий богородицких уездных учреждений.

## Биография
Православный, из мещан Богородицка Тульской губернии. Окончил приходское и 3-классное городские училища.
В течение 16 лет служил последовательно: волостным писарем, письмоводителем городского судьи и письмоводителем канцелярии уездного съезда в Богородицком уезде Тульской губернии.
В 1907 году был избран в члены Государственной думы от Тульской губернии 2-м съездом городских избирателей. Входил во фракцию умеренно-правых, с 3-й сессии — в русскую национальную фракцию. Состоял товарищем секретаря комиссии по судебным реформам, а также членом комиссий: продовольственной, по разбору корреспонденции, финансовой, по вероисповедным вопросам.
В 1914—1916 годах состоял секретарём Богородицкой городской управы, избирался гласным Богородицкой городской думы (1915—1917). С 1916 года состоял представителем в городском по государственному налогу с недвижимых имуществ Присутствии.
После революции остался в России. Летом 1918 года был избран народным судьёй 3-го участка Богородицкого уезда. На 1925 год состоял добавочным судьёй 1-го участка того же уезда. Дальнейшая судьба неизвестна. Был женат.